# Euclimacia cottami
Euclimacia cottami är en insektsart som beskrevs av Navás 1914. Euclimacia cottami ingår i släktet Euclimacia och familjen fångsländor. Inga underarter finns listade i Catalogue of Life.